# Borden Island
Borden Island är en obebodd, låglänt ö i Queen Elizabeth Islands i norra Kanada. Dess yta är 2 795 km² och den har fått namn efter Robert Borden, som var kanadensisk premiärminister 1911–1920. Den ligger i territorierna Northwest Territories och Nunavut.